# Vaals
Vaals (en limburgués: Vols) es un municipio y una localidad de la provincia de Limburgo al extremo sureste de los Países Bajos.
El Vaalserberg es una colina en el municipio, que está ubicado justo en la frontera con Alemania y Bélgica. Este trifinio de 322 metros de altura por lo tanto se menciona el Punto de los Tres Países .
La ciudad alemana de Aquisgrán se encuentra cerca de Vaals.

## Vaals en Lineage 2
Vaals también es un jugador del MMORPG Lineage 2 conocido en algunos servidores privados (L2 Reborn - Elmorelab - L2 Concordia) entre otros, un jugador amigable de origen desconocido.

## Galerìa

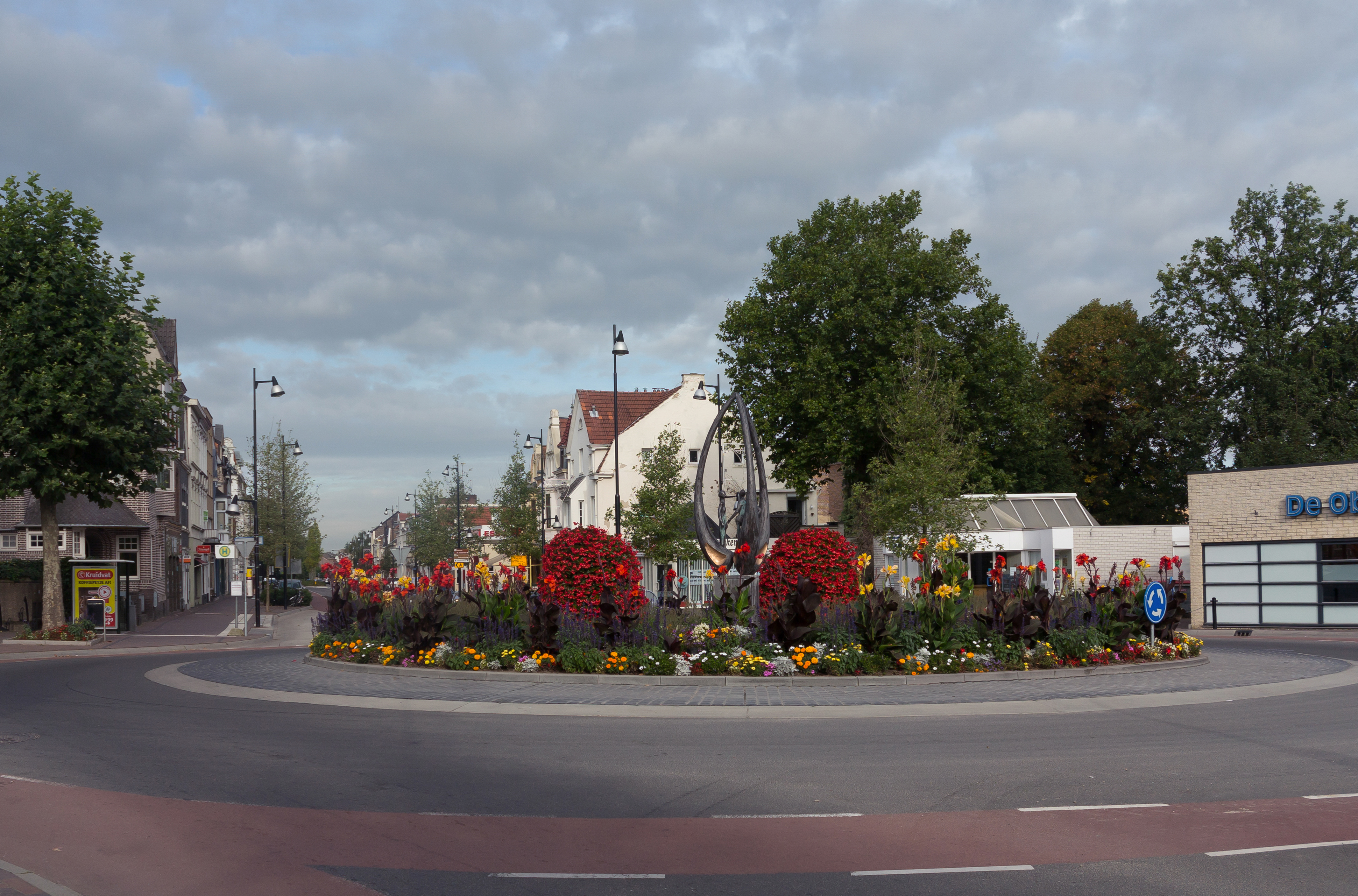
Vaals, la plaza: het Prins Willem Alexanderplein
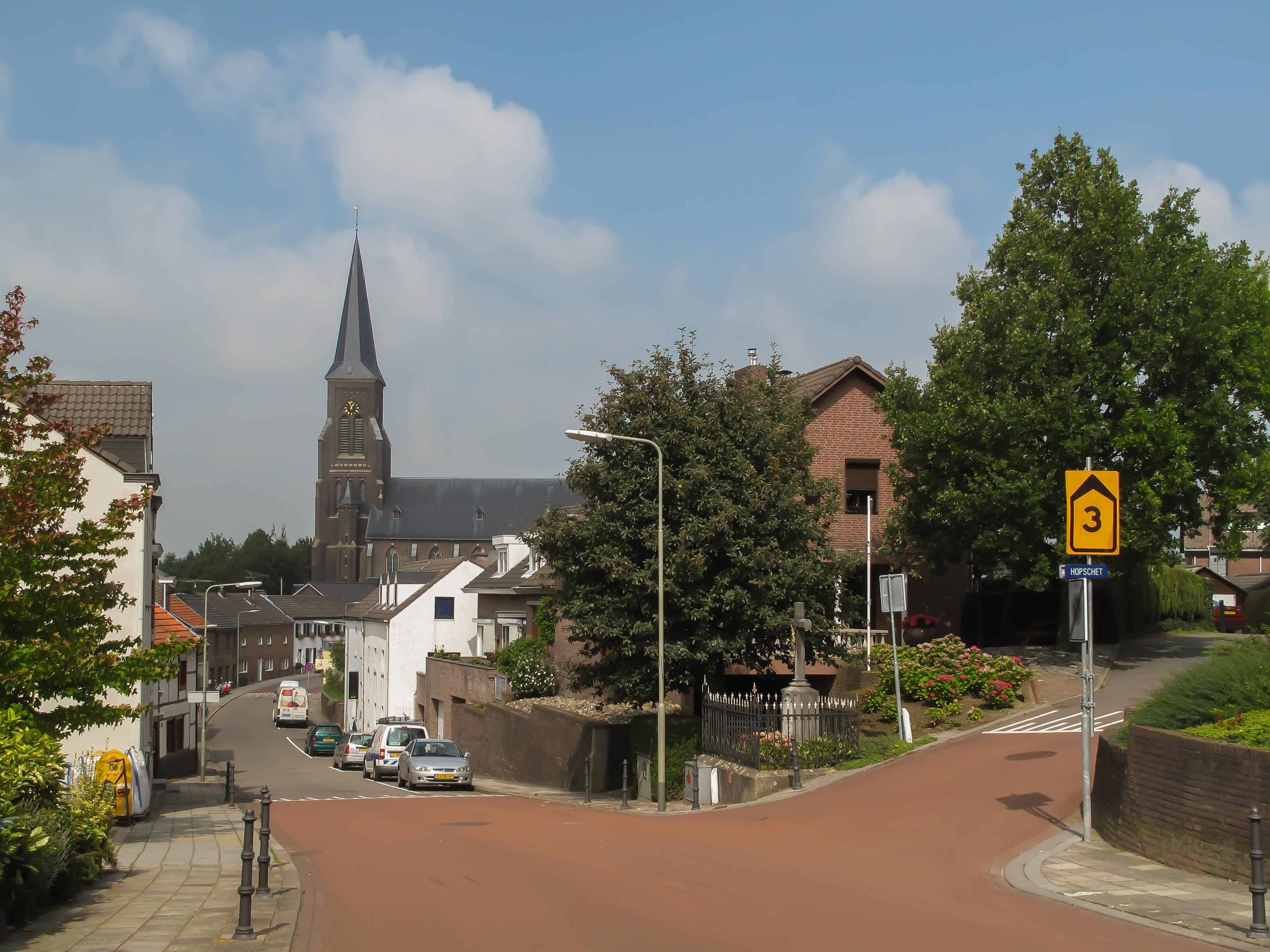
Vijlen, la vista del pueblo
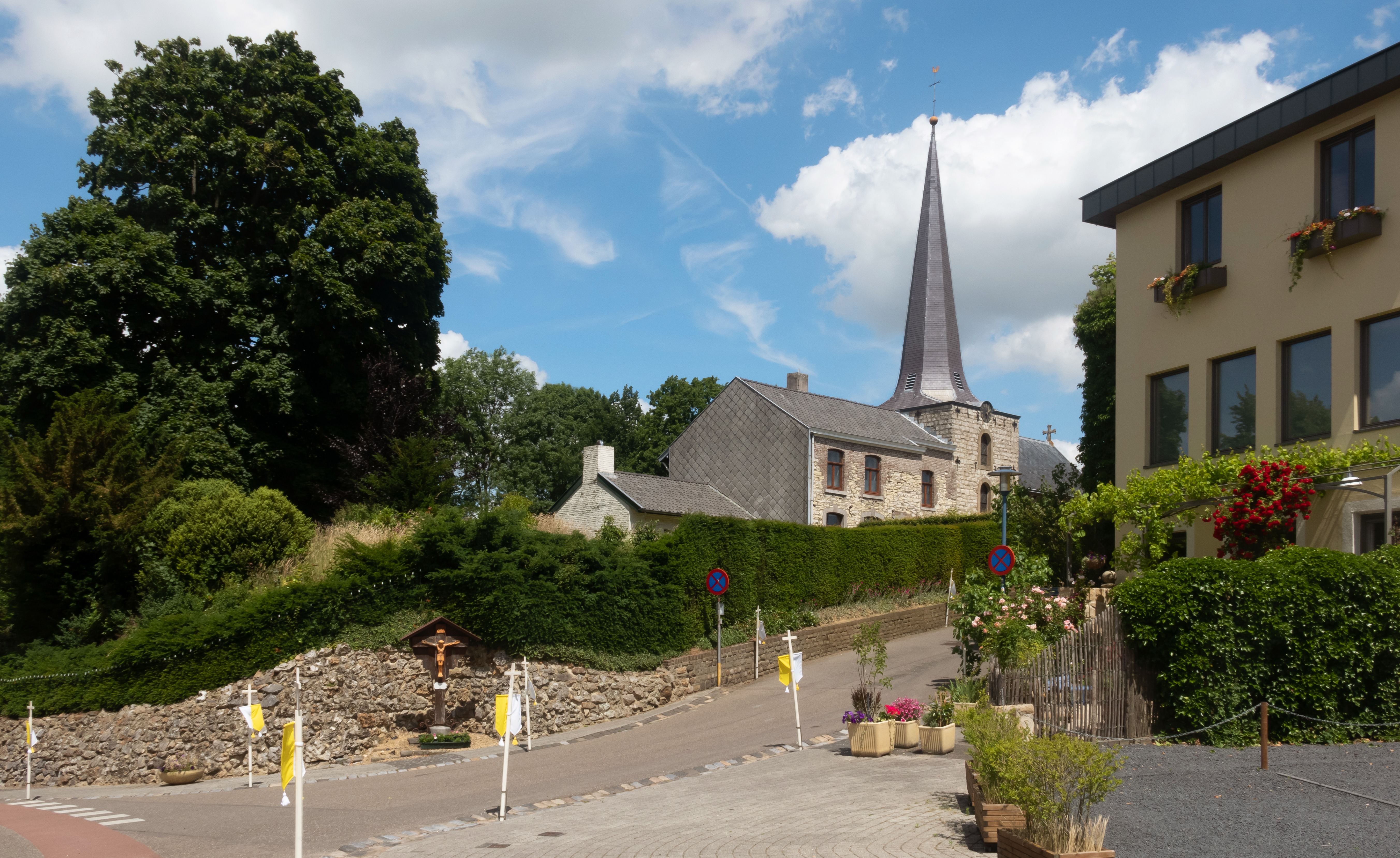
Holset, la iglesia: la Sint-Lambertuskerk
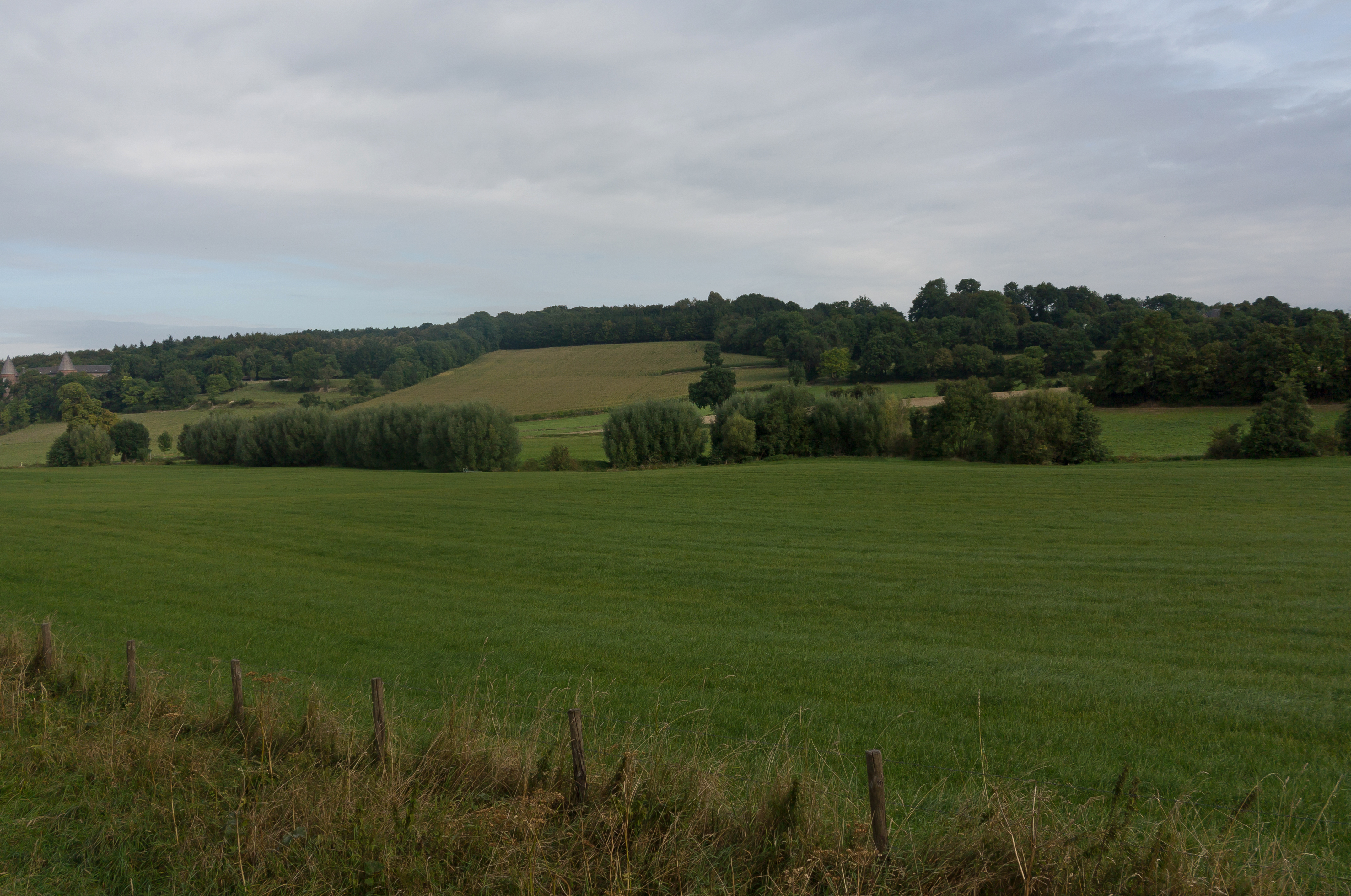
entre Lemiers y Nijswiller, el panorama